# 完美到難以接近的聖女遭到解除婚約後被賣到鄰國
《完美到難以接近的聖女遭到解除婚約後被賣到鄰國》是冬月光輝所撰寫的日本輕小說。2020年7月18日開始在成為小說家吧連載。
2021年4月起經Overlap Novels f發行實體書，昌未擔綱插圖。改編漫畫由綾北孫擔任作畫。同年11月起於網路周刊《Comic Gardo》開始連載。
2024年10月20日，宣佈改編為電視動畫，由Troyca擔任動畫製作，於2025年4月至6月播放。

## 故事簡介
本故事的背景建立在劍與魔法的虛構世界，講述出身該世界吉爾托尼亞王國的聖女菲莉雅的經歷：菲莉雅才華洋溢本領高強，出生於世代皆為聖女的家系，自小遭受雙親的差別對待，父母偏愛妹妹長期冷落她，甚至對她實施斯巴達式教育，五歲就被趕出家門送進教會，學習魔法、武術，並且接受長達十年的古代聖女刻苦修行，修行內容嚴苛到難以筆墨形容。這種後天的培養導致她無論在藥學、貨物運輸、作物改良、祈雨、施咒、討伐魔物，各方面的表現都太過完美無可挑剔，被譽為歷代最強的聖女。但也因自小就得不到父母的關愛，缺少與家庭成員之間的互動，未曾感受到人心溫暖，讓她從未綻放過半點笑容。
由於她的不苟言笑，更因此被外界誤解為態度傲慢冷漠無情，僅管身為聖女為國奉獻甚多，卻也擋到不少人的財路而深受忌恨。有一日未婚夫第二王子在王宮裡傳喚前來，數落她太過自我表現、搶奪他人風采，還嫌她太過完美不夠可愛，王子解除了婚約改與她妹妹訂婚，特地編個藉口以顧慮她妹妹的感受為由，要把她賣到鄰國交換大量物資。本以為命運就此坎坷淒涼，沒想到卻在鄰國迎來意想不到的遭遇。

## 登場人物

### 主要角色
菲莉雅·阿登納瓦（聲：石川由依）
本作第一女主，吉爾托尼亞王國第28代聖女，後來成為帕爾納科塔王國的聖女，並因過人的功績而被教皇封為史上第2位「大聖女」。實為初代大聖女費安娜的轉生。
出生於世代皆為聖女的家系血脈，從小就被實施斯巴達式教育，並且經過長達十年的古代聖女刻苦修行，這種後天的嚴格培養，使得她被評定為歷代最強的聖女。她的才華洋溢本領高強，精通藥學、醫學、農學、建築學各個領域，展現出多方面的才華，由於能力太過完美，經常不自覺搶走他人工作表現，擋到不少人的財路而深受忌恨。
自小遭受雙親的差別對待，父母偏愛妹妹長期冷落她，五歲時被逐出家門送進教會，由於缺少與家庭成員之間的互動，未曾感受到人心溫暖，讓她無法露出半點笑容，這種不苟言笑，更因此被外界誤解為態度傲慢冷漠無情。甚至遭到第二王子尤里烏斯解除婚約關係，並且被王子設計賣往鄰國換取大量物資金錢，造化弄人，但也正因如此，她在那裡遇見了命中註定的伴侶。
雖然才華洋溢，但不擅長做飯，曾因為做出疑似蛋包飯的東西而招來師傅和妹妹的陰影。
事實上是師傅（前代聖女）的親生女兒，出生後被外祖父決定過繼給當時沒有孩子的舅父舅母，以確保家族聖女血緣得以傳承，因此在妹妹米亞出生後，自己就遭到冷落。在第二部和生母正式相認。
奧斯維爾德·帕爾納科塔（聲：佐藤拓也）
帕爾納科塔王國第二王子。個性隨和且重情重義，對王位不感興趣，喜愛農業栽種，擁有一座自己的菜園，親手栽培蔬菜，喜歡過著低調簡樸的生活，作風親民而備受民眾愛戴。他的兄長之妻，曾經是國內的聖女，因故不幸去世。
當鄰國吉爾托尼亞提議將聖女菲莉雅賣到帕爾納科塔時，儘管國內大部份人都支持這筆交易，但他卻反對這種用金錢將她從故鄉帶走的作法。在聖女抵達國境後，這位王子親自迎接並擔任護衛隊長，一路護送進入王城。
隨著時間的推移，菲莉雅待在帕爾納科塔的時間日漸長久，逐漸被他的無私關愛所打動，最終與他正式訂立婚約關係。
米亞·阿登納瓦（聲：本渡楓）
本作第二女主，吉爾托尼亞王國第29代聖女，菲莉雅的妹妹，事實上為菲莉雅的表妹。自小備受父母親的溺愛，對其寵愛有加，成長環境極為優渥，對於雙親冷落姊姊的事毫不知情，這一切都被父母隱瞞了。
個性與菲莉雅截然不同，天真爛漫、討人喜愛，對所有人都能毫無隔閡地微笑以待。與姊姊的關係非常融洽，她不僅不嫉妒姊姊的才能，反而深深尊敬姊姊，甚至會因為收到姊姊送的禮物而感動落淚。隨著第二王子尤里烏斯解除與菲莉雅之間的婚約後，她成為第二王子新的婚約對象。在姊姊被突如其來放逐時，她對這件事充滿懷疑，再加上得知父母對姊姊的所作所為，同時將姊姊賣到鄰國之後並買下爵位及四處揮霍之事後，對父母大失所望，同時對姐姐抱有愧疚之心，並下定決心向包括自己父母在內的腐敗貴族們抗爭。是只花一年的時間就完成古代聖女刻苦修行的天才，她能比菲莉雅更迅速設置對抗魔物的結界，雖然結界的穩固性略遜一籌，因此論比聖女實力仍以菲莉雅較為優秀，她很清楚的意識到這點，並對姊姊抱有無比的尊敬與愛戴。
其後讓臥病在床的國王康復，並與國王和第一王子費爾南德聯手在派對中揭露尤里烏斯的真面目，同時順帶連同新生代貴族少爺們一同揭發他們父母與尤里烏斯一起犯下的所有惡行，成功廢除與尤里烏斯的婚約，同時與支持尤里烏斯的父母斷絕關係。
在事後為解決吉爾托尼亞王國內的魔物騷亂時，因魔物的襲擊而重傷瀕死，之後被菲莉雅所救而挽回一命。
自從阿登納瓦家族沒落後被菲莉雅的師傅（姑母）收養成為其義女，一起生活。
希爾德加特·阿登納瓦（聲：伊藤美紀）
吉爾托尼亞王國第27代聖女，菲莉雅和米亞的姑母，也是菲莉雅的師傅。其實真實身份為菲莉雅真正的母親，在女兒被弟弟奪走，身為治療師的丈夫又意外身亡後，大受打擊。為了菲莉雅能面對任何逆境而嚴厲訓練她，也從不告訴她真正的身世。
自從米亞揭發了尤里烏斯和父母後，收養她成為自己的義女，一起生活。在第二部正式和菲莉雅以母女身份相認。和菲莉雅唯一不同的是，廚藝很好。
萊哈特·帕納科達（聲：立花慎之介）
帕爾納科塔王國第一王子，奧斯維爾德。已逝世帕爾納科塔王國前代聖女伊莉莎白是他的戀人兼未婚妻，一直懷念她，並決定終身不娶。
莉娜（聲：德井青空）
菲莉雅的專屬女僕兼保鏢。
李奧納多（聲：成田劍）
菲莉雅的專屬執事兼保鏢，原騎士。曾經也侍奉過前2任聖女，對菲莉雅的實力感到驚訝，同時也常勸慰她多加休息。
日葵（聲：中村環奈）
菲莉雅的專屬女僕兼保鏢，為大陸東北方島國「村雨王國」出生的風魔一族的「忍者」，常作為菲莉雅和米亞的保鏢及密探，常作為兩人之間的交流媒介幫忙傳遞訊息。
尤里烏斯·吉爾托尼亞（聲：天崎滉平、漆山ゆうき（幼少期））
吉爾托尼亞王國第二王子。由於國王長期臥病在床及體弱的兄長無法視事，使他掌握整個國家的實權。性格傲慢、陰險、惡劣、嫉妒心強、自戀、自私且自以為是，常常藐視國政，以自己的利益優先，驕傲自負的他無法容忍聖女在各領域的卓越成就，甚至認為聖女為他人服務只是在搶他人工作，原本與菲莉雅訂立婚約關係，卻解除婚約並將她賣到鄰國換取大量物資，改與她妹妹米亞訂婚。掌權後和腐敗的貴族們一起四處揮霍、鋪張浪費並施行一連串暴政，同時自從與米亞訂婚後，每當米亞向他進諫時，往往被他視為她在模仿她姐姐，並一直要求她任自己擺佈，曾挪用國庫資金和賣掉菲莉雅所得的物資於建國祭典拿去建造自己的巨大黃金雕像，導致之後國難之時資金不足的問題，且對於魔界的災難撒手不管，並且推給士兵來處理，甚至經常把士兵當作是只會拿錢辦事的酒囊飯袋，當士兵們求援或是進諫時，往往被他視為來要錢的，同時自己在森林遇難時也總是將米亞推向前線，另米亞為此白眼，且其行徑另其他新生代貴族少爺們也都看不過眼，另外私下命人將菲莉雅給父王的藥方銷毀，企圖以此暗害父王，好讓自己能盡快登基，當帕爾納科塔王國派兵協防吉爾托尼亞王國時，直接以試圖侵略本國為由拒絕對方，還揚言將菲莉雅以私通鄰國為由以叛國罪逮捕，使米亞私下對他的憎恨上升至新的高度。後來與阿登納瓦侯爵夫婦策劃一場鴻門宴來暗害費爾南德，但反被米亞揭露其所犯下的惡行，事後被逮捕入獄並被剝奪王位繼承權。即使因事跡敗露而失勢，他的陰險本性依舊未曾改變。在第二部時以出賣靈魂和身體給惡魔阿斯莫德為代價，成功逃獄，最終在阿斯莫德被打敗後，被追捕他的人修理一頓後，再次鋃鐺入獄並日後處以死刑。
費爾南德·吉爾托尼亞（聲：興津和幸）
吉爾托尼亞王國第一王子。由於體弱多病而無法處理政事，大權旁落到弟弟尤里烏斯身上。起初遭第二王子派貴族以「保護」的名義軟禁起來，且本質也不願介入國政和派系鬥爭，更擔心自己病情康復後會遭到第二王子派貴族藉機暗殺，後來在米亞的勸說下找回自信並決定幫助米亞對抗第二王子，並在派對中假裝中毒，成功使尤里烏斯原形畢露。同時也清算尤里烏斯派系的貴族，為自己和父親奪回執政權。儘管體弱多病，但他和弟弟尤里烏斯相反，為人正直且有為國犧牲的情操。對米亞有好感。透過菲莉雅研發的藥物逐漸恢復健康。

### 吉爾托尼亞王國
皮埃爾（聲：村上裕哉）
第一王子派的騎士，相當關心躲在房間裡的費爾南德。
格奧爾格·阿登納瓦（聲：伊藤健太郎）
菲莉雅和米亞的父親，對待菲莉雅十分苛刻，事實上為菲莉雅的舅舅，第二王子派的貴族，性格惡劣，和尤里烏斯狼狽為奸，起初爵位為男爵，後來將菲莉雅賣掉後將資金拿來買下侯爵爵位和房子，並且燒掉菲莉雅留給米亞的書信。過去因嫉妒姐姐希爾德加特擁有聖女的資質，因而散播謠言讓家人們孤立姐姐(之後他被女兒米亞揭發其罪行而被逮捕，使當時聽信他的謠言的其餘家人們，對他的信任盪到谷底)。後來因幫助尤里烏斯刺殺費爾南德，再加上米亞揭發其罪行而被逮捕。
科內利亞·阿登納瓦（聲：大原沙耶香）
菲莉雅和米亞的母親，對待菲莉雅十分苛刻，事實上為菲莉雅的舅媽，曾試圖阻擋米亞和菲莉雅見面。後來將菲莉雅賣掉後將資金拿來買下珠寶和首飾。後來因幫助尤里烏斯刺殺費爾南德，再加上米亞揭發其罪行而被逮捕(當時曾協助還是未婚夫的格奧爾格·阿登納瓦散播對姐姐希爾德的謠言，使當時聽信格奧爾格·阿登納瓦的謠言的其餘家人們，對兩人的信任盪到谷底。)。

### 博爾梅恩王國
艾米麗·馬蒂拉斯（聲：村上奈津實）
博爾梅恩王國的四姊妹聖女中的長女，為現役聖女中，能力最接近菲莉雅者，亦因此單方面的將菲莉雅視為勁敵。
阿曼達·馬蒂拉斯（聲：鈴木愛奈）
博爾梅恩王國的四姊妹聖女中的次女。
珍·馬蒂拉斯（聲：諏訪奈奈香）
博爾梅恩王國的四姊妹聖女中的三女。
格蕾絲·馬蒂拉斯（聲：內田秀）
博爾梅恩王國的四姊妹聖女中的么女，在姊姊們面前有點自卑，自從菲莉雅來到了帕爾納科塔王國後拜訪其並學習了驅魔魔法。她對菲莉雅的《聖女論》一書印象深刻，並對她相當崇拜。後來幫助菲里雅借助自家四姊妹的力量擴展大破邪魔法陣來覆蓋整片大陸。

### 驅魔師
艾爾莎·諾蒂斯（聲：大谷育江）
驅魔師之一，受教皇之託前去保護菲莉雅。
瑪蒙（聲：KENN）
惡魔男性，艾爾莎的契約使魔。認識阿斯莫德很久，稱呼他為少爺。

### 惡魔
阿斯莫德（聲：東地宏樹）
最上位惡魔之王之一，喜歡初代大聖女費安娜。在第二部時誘騙尤里烏斯簽訂契約，以出賣靈魂和肉體的代價幫助對方逃獄，佔據其身體後，綁架菲里雅，企圖用她的靈魂復活費安娜。最後被覺醒費安娜力量的菲里雅消滅。

## 出版書籍

### 輕小說
| 冊數 | Overlap        | Overlap                |
| 冊數 | 發售日期       | ISBN                   |
| ---- | -------------- | ---------------------- |
| 1    | 2021年4月25日  | ISBN 978-4-8655-4893-8 |
| 2    | 2021年8月25日  | ISBN 978-4-8655-4986-7 |
| 3    | 2022年1月25日  | ISBN 978-4-8240-0091-0 |
| 4    | 2023年3月25日  | ISBN 978-4-8240-0448-2 |
| 5    | 2023年11月25日 | ISBN 978-4-8240-0637-0 |
| 6    | 2024年6月25日  | ISBN 978-4-8240-0862-6 |
| 7    | 2024年12月25日 | ISBN 978-4-8240-1034-6 |
| 8    | 2025年3月25日  | ISBN 978-4-8240-1124-4 |

### 漫畫
| 冊數 | Overlap        | Overlap                | 東立出版社   | 東立出版社                       |
| 冊數 | 發售日期       | ISBN                   | 發售日期     | ISBN                             |
| ---- | -------------- | ---------------------- | ------------ | -------------------------------- |
| 1    | 2022年2月25日  | ISBN 978-4-8240-0122-1 | 2025年4月7日 | ISBN 978-626-02-3404-1（特裝版） |
| 2    | 2022年9月25日  | ISBN 978-4-8240-0303-4 |              |                                  |
| 3    | 2023年3月25日  | ISBN 978-4-8240-0456-7 |              |                                  |
| 4    | 2023年11月25日 | ISBN 978-4-8240-0646-2 |              |                                  |
| 5    | 2024年6月25日  | ISBN 978-4-8240-0875-6 |              |                                  |
| 6    | 2025年3月25日  | ISBN 978-4-8240-1137-4 |              |                                  |
| 7    | 2025年7月25日  | ISBN 978-4-8240-1282-1 |              |                                  |

## 電視動畫

### 製作人員
- 原作：冬月光輝
- 角色原案：昌未
- 原作漫畫：綾北孫（作畫）
- 導演：渡部周
- 系列構成：大知慶一郎
- 劇本：大知慶一郎、伊神貴世、原田沙耶香
- 角色設計、總作畫監督：山本周平
- 音樂：中村孝晃
- 動畫製作：Troyca

### 主題曲
片頭曲
演唱、作詞、作曲：Riria.，編曲：坂井直樹
片尾曲Sister
演唱、作詞：WON，作曲、編曲：TAKU INOUE

### 各話列表
| 話數   | 標題                                        | 劇本       | 分鏡                 | 演出           | 作畫監督 | 總作畫監督                             | 首播日期       |
| ------ | ------------------------------------------- | ---------- | -------------------- | -------------- | --- | -------------------------------------- | -------------- |
| 第1話  | 不笑的聖女                                  | 大知慶一郎 | 渡邊周、阿佐谷水族館 | 高橋順         | JANG SANGMI、KLM SEONGBEOM、Chang Bum Chul | 山本周本、鈴木勇                       | 2025年 4月10日 |
| 第2話  | 歡迎您來到帕爾納科塔                        | 大知慶一郎 | 平川哲生             | 白石道太       | YUKI、STUDIO MASSKET | 山本周平、鈴木勇、藤井牧               | 4月17日        |
| 第3話  | 第一次的約會                                | 伊神貴世   | 阿佐谷水族館         | 山內東生雄     | 新城真、高橋耕平、Chang Bum Chul、Lu Laforte、Revival | 山本周本、鈴木勇                       | 4月24日        |
| 第4話  | 寄託的心意                                  | 原田沙耶香 | 阿部雅司             | 阿部雅司       | 小澤和則、Kim Sangmin、Lee Chungsik、Kim Wonhui、ANI-G、IS form                                                                                           | 山本周本、鈴木勇                       | 5月1日         |
| 第5話  | 黃色的小蒼蘭                                | 大知慶一郎 | 竹内光、吉川浩司     | 鈴木拓磨       | Chang Bum Chul | 山本周平、Chang Bum Chul               | 5月8日         |
| 第6話  | 理性與感情                                  | 伊神貴世   | 阿佐谷水族館         | 、高橋順       | Yoon Sehee、Youn Su bin、KIM CEAEI、LeeYeRin | 山本周平、鈴木勇、諸石美雪             | 5月15日        |
| 第7話  | 被幽閉的王子                                | 原田沙耶香 | 三田浩士             | 白石道太       | JANG SANGMI、KIM SEONGBEOM、LEE DONGHUN、Song JoonYoub、SongJiyeon、LeeYeRin、Hwang SuBeen、Kwon EunJoo、廣瀨督                                           | 山本周平、馬詠喬                       | 5月22日        |
| 第8話  | 與賜予我勇氣的你                            | 大知慶一郎 | 境隼人               | 境隼人         | 中野友貴 | 山本周平                               | 5月29日        |
| 第9話  | 命運的岔路                                  | 伊神貴世   | 阿部雅司             | 阿部雅司       | Kim Suk Hui、Kim Won Hui、Park Magang、Song Jiye On、服部憲知                                                                                             | 山本周平、諸石美雪                     | 6月5日         |
| 第10話 | 想守護的事物                                | 大知慶一郎 |                      |                | 池田博昭、花村千尋、Chang Bum Chul、Ming Guang | 山本周平、馬詠喬、Chang Bum Chul       | 6月12日        |
| 第11話 | 大惡魔阿斯莫德                              | 大知慶一郎 | 仁昌寺義人           | 仁昌寺義人     | 今福一花、松田美理、Jang Sangmi、Yoon Seunghyun、廣瀨督、Ming Guang、Liao Jialeren                                                                        | 山本周平、諸石美雪                     | 6月19日        |
| 第12話 | 完美到難以接近的聖女 遭到解除婚約後到了鄰國 | 大知慶一郎 | 林宏樹、渡部周       | 渡部周、高橋順 | 池田博昭、花村千尋、Kwon Eun Joo、Kim Sunmi、Kim Jina、Lee Minji、Lee Ye Rin、Song Jiyeon、Hwang Su Been、廣瀨督、Ming Guang、Liao Jialeren、No Seung-who | 山本周平、馬詠喬、諸石美雪、Kim Han Ju | 6月26日        |

### 播映平台
| 播放日期              | 播放時間（UTC+9）  | 播放電視台 | 播放地區 | 備註   |
| --------------------- | ------------------ | ---------- | -------- | ------ |
| 2025年4月10日—6月26日 | 星期四 00:00—00:30 | 東京電視台 | 東京都   |        |
|                       | 星期四 1:30—2:00   | 愛知電視台 | 愛知縣   |        |
|                       | 星期四 23:30—00:00 | AT-X       | 日本全域 | CS放送 |
| 2025年4月11日—6月27日 | 星期五 23:00—23:30 | BS朝日     | 日本全域 | BS放送 |

### BD
| 卷数 | 发售日期          | 收录话数     | 规格编号  |
| ---- | ----------------- | ------------ | --------- |
| 1    | 2025年7月30日     | 第1话—第6话  | DMPXA-419 |
| 2    | 2025年8月27日预定 | 第7话—第12话 | DMPXA-420 |

## 外部連結
- 小說官方網站（成為小說家吧）（日語）
- 小說官方網站（OVERLAP）（日語）
- 漫畫官方網站（日語）
- 動畫官方網站（日語）
- 電視動畫的X（前Twitter）（日語）